# Parasitiformes
Parasitiformes su nadred klase Arachnid, čine jednu od dve glavne grupe grinja, pored Acariformes. Parasitiformes je ponekad klasifikovan u rang reda ili podreda.